# العطل الرسمية في السودان
هذه قائمة بالأعياد في السودان.
الأعياد العامة التالية تكون في نفس الوقت كل عام:
- 1 يناير: عيد الاستقلال
- 7 يناير: عيد الميلاد القبطي
- 19 ديسمبر: يوم الثورة
- 25 ديسمبر: عيد الميلاد

المتغيرة (تتبع الأعياد الإسلامية التقويم الإسلامي الذي يعتمد على مراحل القمر، وبالتالي فإن الأعياد تأتي قبل 10 إلى 11 يومًا في التقويم الميلادي كل عام. علاوة على ذلك، تعتمد الأعياد الإسلامية على رؤية الهلال.)
- مولد النبي صلى الله عليه وسلم
- عيد الفطر
- رأس السنة الهجرية
- عيد الأضحى[2]